# ائتلاف مسیحیان برای آمریکا
ائتلاف مسیحیان برای آمریکا (به انگلیسی: Christian Coalition of America) یک مؤسسهٔ فعال مذهبی با گرایش ایوانجلیستها می‌باشد که در سال ۱۹۸۹ تأسیس گردید. این ائتلاف جایگزین ائتلاف است که در سال ۱۹۸۷ توسط نامزد ریاست جمهوری ماریون گوردون «پت» رابرتسون ایجاد شد. مؤسسه در همه ایالات پنجاه‌گانه آمریکا بیش از ۱۷۰۰ دفتر دارد و دو میلیون نفر عضو فعال این سازمان می‌باشند.
یک گروه حمایت از مسیحیان ایالات متحده شامل اعضای فرقه‌های مختلف مسیحی، از جمله باپتیست‌ها (۵۰٪)، پروتستان‌های اصلی (۲۵٪)، کاتولیک‌های رومانی (۱۶٪)، پنطیکاستال‌ها (۱۰٪ تا ۱۵٪) سایر فرقه‌های مسیحیت.